# Genootschap van de Heilige Kindsheid

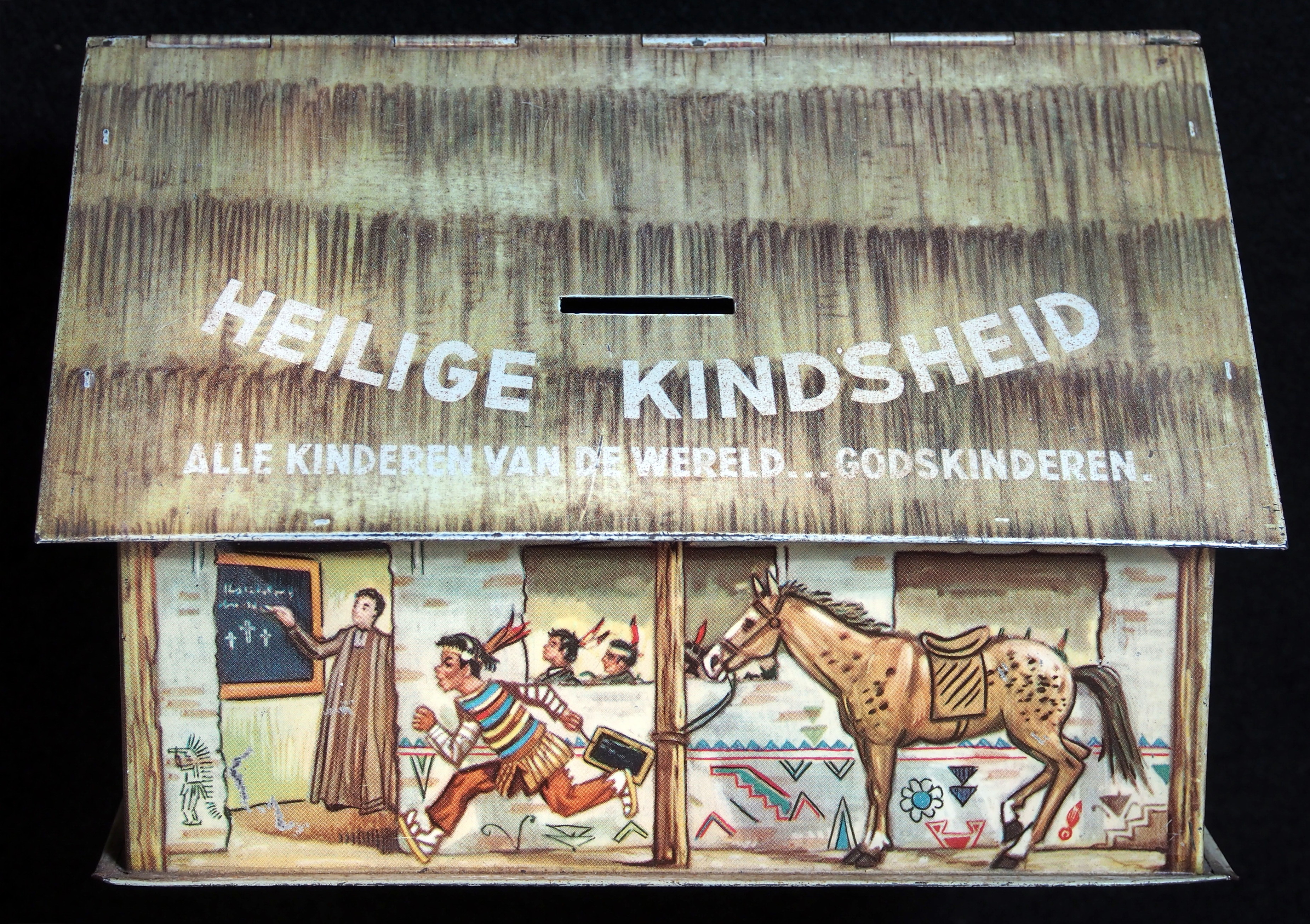
Collecteblik voor de missie in de Amerika's.

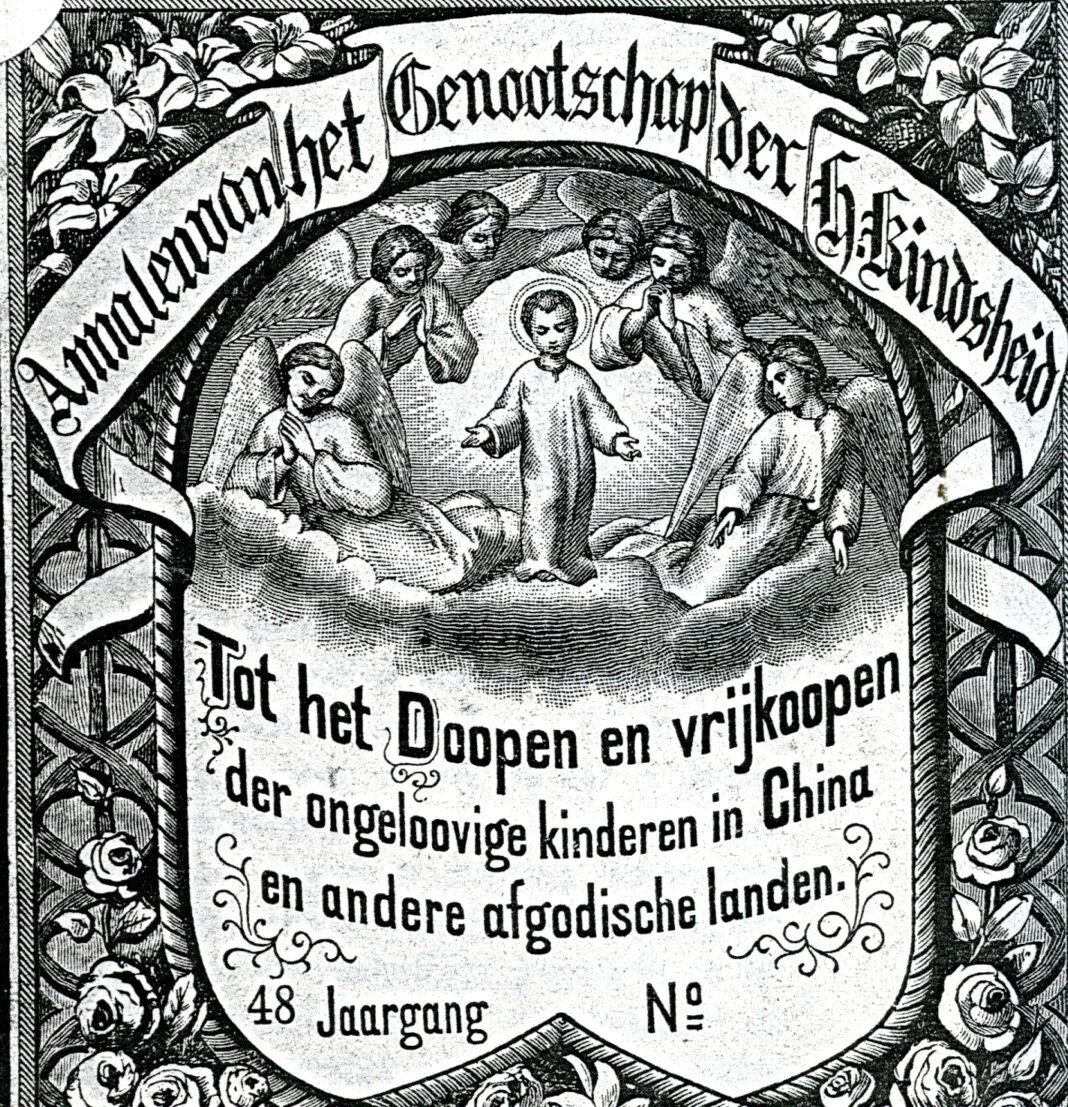
Afbeelding uit de annalen van het genootschap 'tot het doopen en vrijkoopen der ongelovige kinderen in China en andere afgodische landen'.

De Missionary Childhood Association (MCA), voorheen het Genootschap van de Heilige Kindsheid, is een katholieke, caritatieve vereniging die op 19 mei 1843 in Frankrijk werd opgericht. De bedoeling ervan was kinderen te interesseren voor de Rooms-katholieke missie en hiervoor geld in te zamelen.
De oprichters waren Pauline Jaricot en de Franse bisschop Charles de Forbin-Janson. Het genootschap breidde zich uit buiten Frankrijk, te beginnen in België in december 1843. In mei 1844 werd het genootschap erkend door paus Gregorius XVI.
Anno 2022 is de organisatie actief in 140 landen.

## Nederland
In 1849 was Joannes Zwijsen een van de eersten in Nederland met het oprichten van een dergelijk genootschap. De doelstelling was ‘door gebed en aalmoezen, vooral door kinderen, de arme heidensche kinderen in China en andere ongeloovige landen, voor het tijdelijk en eeuwig leven te redden.’ Kinderen, die tot op 12-jarige leeftijd lid konden zijn, betaalden 2,5 cent per maand. Zij moesten dagelijks een weesgegroet bidden voor de 'ongelovige kindertjes'.
In 1922 werden het Genootschap van de Heilige Kindsheid, het Genootschap tot Voortplanting van het Geloof (opgericht in 1822), het Liefdewerk van de Heilige Apostel Petrus (opgericht in 1889) en de Priester Missie Bond (opgericht in 1916) samengevoegd tot de Pauselijke Missiewerken.

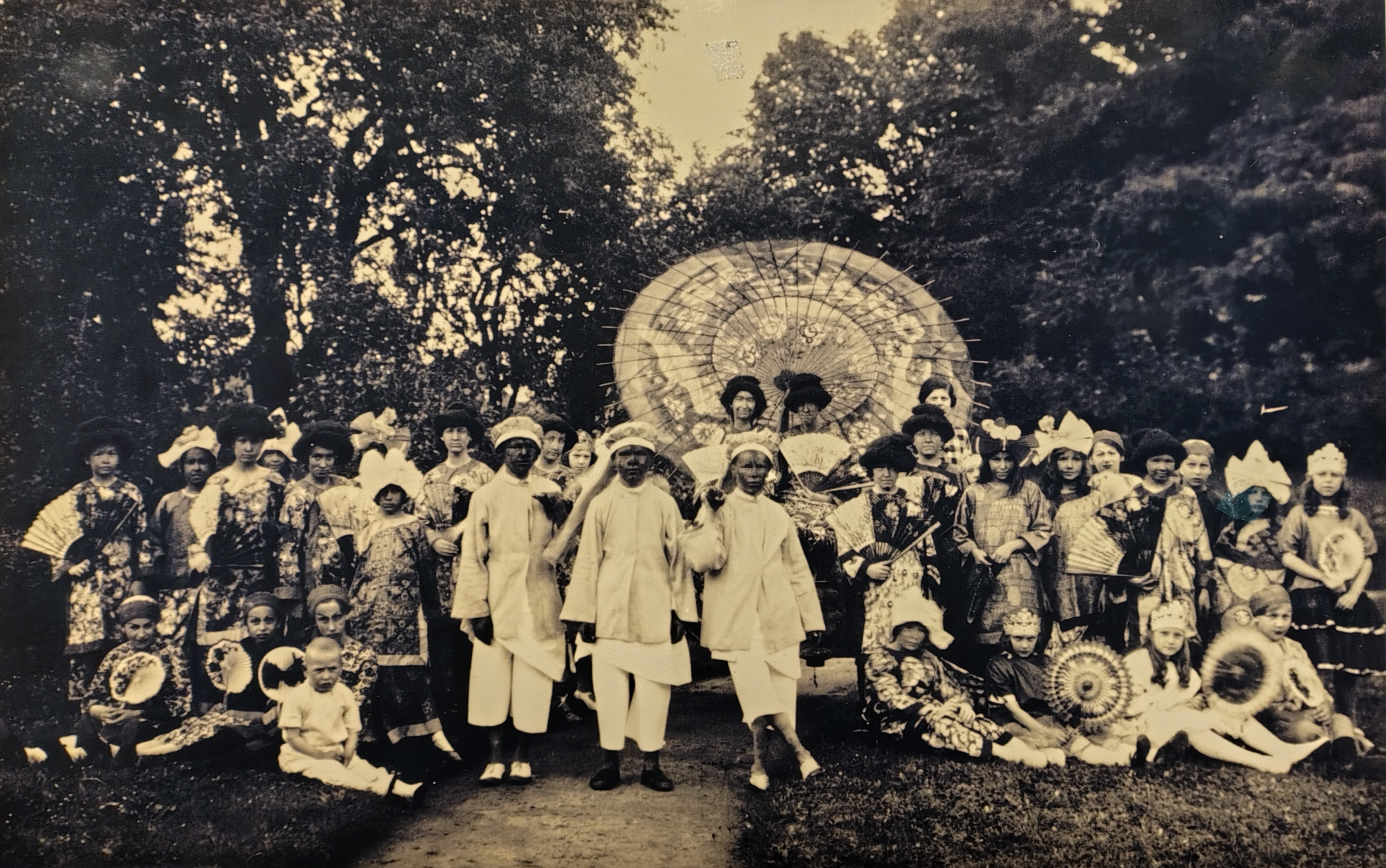
'Chinese' kinderen op Kindheidsdag, Tilburg, jaartal onbekend

In 1935 telde het Tilburgse Genootschap van de Heilige Kindsheid 11.250 leden. Het jaarlijkse hoogtepunt was de Kindsheidprocessie op Kindsheidsdag in juni. Hierbij waren kinderen exotisch verkleed als 'Chineesjes', 'negertjes', missionaris, pauselijke zouaaf of katholieke martelaar. Ook werden er praalwagens ingezet. Deze traditie liep reeds sterk af in de jaren dertig van de twintigste eeuw.